# Indonipponaphis fulvicola
Indonipponaphis fulvicola är en insektsart som beskrevs av Sorin 1979. Indonipponaphis fulvicola ingår i släktet Indonipponaphis och familjen långrörsbladlöss. Inga underarter finns listade i Catalogue of Life.